# La Guerche
La Guerche is een gemeente in het Franse Kanton Grand-Pressigny dat behoort tot het departement Indre-et-Loire (regio Centre-Val de Loire). De plaats maakt deel uit van het arrondissement Loches. La Guerche telde op 1 januari 2022 175 inwoners.

## Geografie
De oppervlakte van La Guerche bedroeg op 1 januari 2022 5,27 vierkante kilometer; de bevolkingsdichtheid was toen 33,2 inwoners per km².

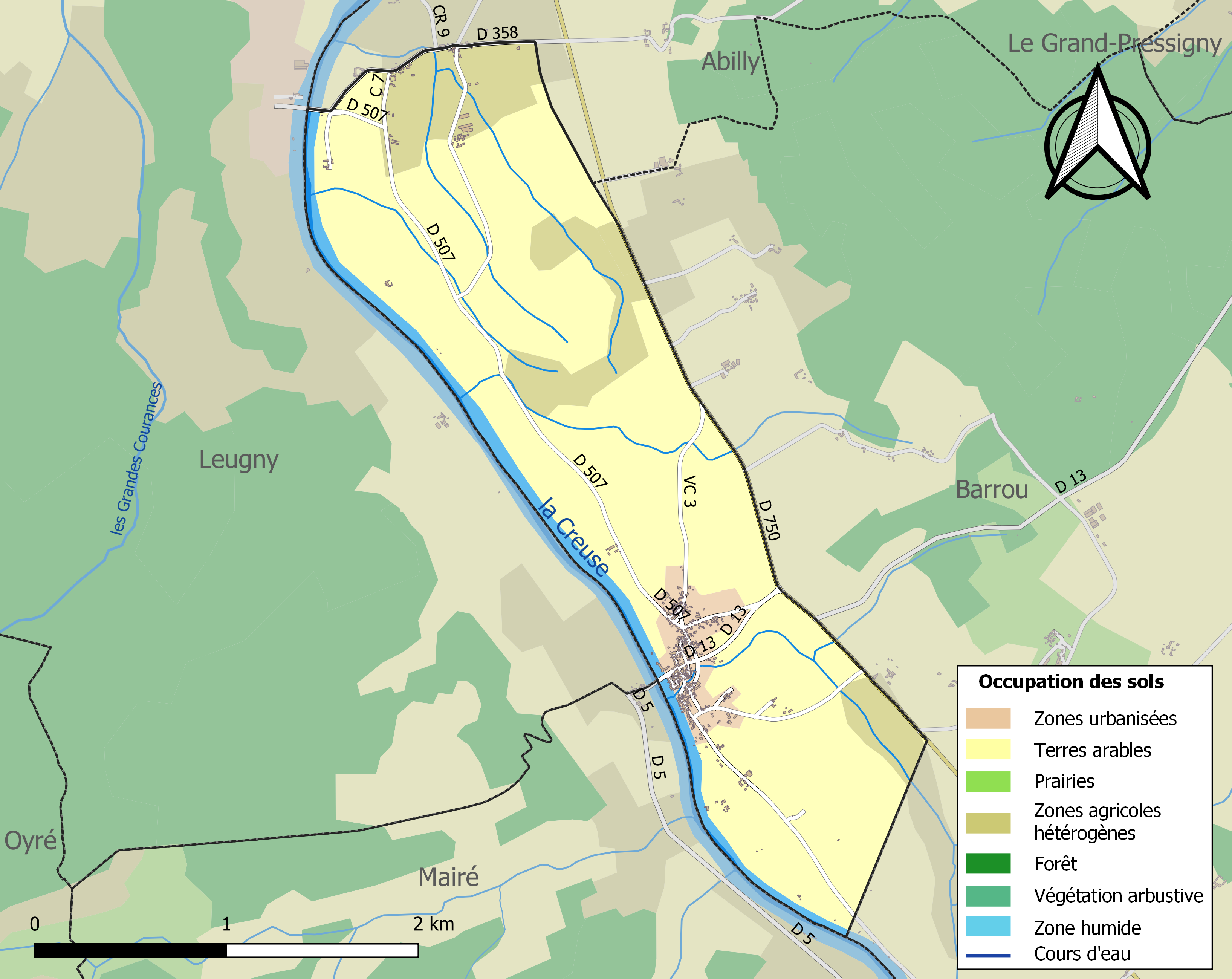
Kaart van de gemeente met belangrijkste infrastructuur, bodemgebruik en omliggende gemeenten

## Demografie
Onderstaande figuur toont het verloop van het inwonertal (bron: INSEE-tellingen).